# Isla de los Pájaros (Francia)
Isla de los Pájaros (en francés Île aux Oiseaux y en euskera Txorien Uhartea) es el nombre que recibe una pequeña isla fluvial que está situada en el río Bidasoa, comuna de Hendaya, departamento de Pirineos Atlánticos, región de Nueva Aquitania, Francia. 